# Strada statale 19 (Polonia)
La strada statale 19 (sigla DK 19, in polacco droga krajowa 19) è una strada statale polacca che attraversa il Paese da Kuźnica a Rzeszów.